# Mente bicameral (Psicología)
Mente bicameral (la filosofía de las "dos-cámaras") es una hipótesis en psicología que argumenta que la mente humana una vez estuvo en un estado en que sus funciones cognitivas estaban divididas en dos partes; una parte del cerebro que aparece para estar "hablando", y una segunda parte que escucha y obedece, supone la preexistencia de dos cerebros en vez de uno —una mente bicameral. El término fue acuñado por Julian Jaynes, quien presentó la idea en su libro de 1976 El Origen de la Consciencia en la ruptura de la Mente Bicameral.
Según Julian Jaynes, el ser humano tiene la sensación de que la experiencia es unitaria pero en realidad este fenómeno es bastante reciente. Se trata de un hito evolutivo, un acontecimiento que apareció hace solamente 3000 años. La idea es que en el hombre primitivo había dos mentes funcionando independientemente de manera que la conciencia tal y como la entendemos hoy -de forma unitaria- es el producto de aquella ruptura de asimetrías entre el hemisferio izquierdo y el hemisferio derecho.
El Origen de la Consciencia en la ruptura de la Mente Bicameral fue un éxito de ventas y ha sido reeditado en numerosas ocasiones. Originalmente publicado en 1976 (ISBN 0-395-20729-0), fue nominado para el Premio Nacional del Libro en 1978.

## El Origen de Consciencia
Jaynes utiliza el bicameralismo mental  como metáfora para describir un estado en que las experiencias y memorias del hemisferio derecho del cerebro se transmiten al hemisferio izquierdo vía alucinaciones auditivas a pesar de que cada mitad de un cerebro humano normal constantemente está comunicando con el otro a través del cuerpo calloso. La metáfora no implica que las dos mitades del cerebro bicameral estuvieran "separadas" una de la otra.